# Demokraták az Erős Bulgáriáért
A Demokraták az Erős Bulgáriáért egy párt Bulgáriában. A Demokratikus Erők Szövetsége 2001-es választási veresége után több szakadás következett be a pártban. Először 2001-ben Sztefan Szofijanszki, szófiai főpolgármester hívei távoztak a pártból (Szabad Demokraták Szövetsége), majd 2004-ben a párt tagságának kb. fele Demokraták Erős Bulgáriáért néven, Ivan Kosztov volt miniszterelnökkel az élen új pártot alapított.
Az Európai Néppárt tagja.

## Választási eredmények
| év       | szavazatarány | mandátumszám | szavazatszám | státusz       |
| -------- | ------------- | ------------ | ------------ | ------------- |
| 2005     | 6,44%         | 17           | 234 788      | ellenzék      |
| 2009+    | 6,76%         | 15           | 285 418      | ellenzék++    |
| 2013     | 2,93%         | 0            | 103 638      | nem jutott be |
| 2014+++  | 8,89%         | 23           | 291 806      | kormánypárt   |
| 2017+++  | 2,48%         | 0            | 86 984       | nem jutott be |
| 2021++++ | 6,37%         | 7            | 166 966      | kormánypárt   |

+ a Kék Koalíció eredménye, a koalíció egyik vezető ereje a Demokraták az Erős Bulgáriáért
++ a kormányt kívülről támogatja
+++ a Reformista Koalíció eredménye, melynek egyik ereje a Demokraták az Erős Bulgáriáért
++++ a Demokratikus Bulgária eredménye, melynek egyik ereje a Demokraták az Erős Bulgáriáért
| év      | szavazatarány | mandátumszám | szavazatszám |
| ------- | ------------- | ------------ | ------------ |
| 2007    | 4,35%         | 0            | 84 350       |
| 2009+   | 7,95%         | 1            | 204 817      |
| 2014++  | 6,45%         | 1            | 144 532      |
| 2019+++ | 6,06%         | 1            | 118 484      |

+ a Kék Koalíció eredménye, a koalíció egyik vezető ereje a Demokraták az Erős Bulgáriáért
++ a Reformista Koalíció eredménye, melynek egyik ereje a Demokraták az Erős Bulgáriáért
+++ a Demokratikus Szövetség eredménye, a koalíció egyik ereje a Demokraták az Erős Bulgáriáért